# Niclas Jensen
Niclas Christian Monberg Jensen (Kopenhagen, 17 augustus 1974) is een voormalig Deens voetballer, die speelde als middenvelder gedurende zijn carrière. Hij kwam onder meer uit voor PSV Eindhoven en beëindigde zijn loopbaan in 2009 bij de Deense club FC Kopenhagen.

## Interlandcarrière
Jensen speelde in totaal 62 officiële interlands voor het Deens nationaal elftal. Onder leiding van de Zweedse bondscoach Bo Johansson maakte hij zijn debuut op 19 augustus 1998 in de vriendschappelijke wedstrijd tegen Tsjechië (1-0) in Praag, net als Thomas Gravesen (Hamburger SV). Hij nam met zijn vaderland deel aan het WK voetbal 2002 en het EK voetbal 2004.

## Erelijst
PSV Eindhoven
- Landskampioen

1997
 FC Kopenhagen
- Landskampioen

2001, 2007, 2009
- Deense beker

2009